# Caligus pectinatus
Caligus pectinatus is een eenoogkreeftjessoort uit de familie van de Caligidae. De wetenschappelijke naam van de soort is voor het eerst geldig gepubliceerd in 1965 door Sueo M. Shiino.